# Jame Jam 2
Jame Jam 2 (IRIB 2) est une chaîne de télévision qui diffuse des programmes pour les Iraniens à l'extérieur de l'Iran. Ce canal comprend des séries télévisées iraniennes, films, émissions pour enfants, événements majeurs du sport iranien, information, actualité, et programmes spéciaux. Jame Jam a trois canaux. Jame Jam 1 (IRIB 1) est diffusé en Europe, Jame Jam 2 (IRIB 2) en Amérique, et Jame Jam 3 (IRIB 3) en Asie et Océanie.

## Séries télévisées
Char Khoone (À partir du 19 juillet) - tous les soirs - 19:10 Heure de Los Angeles, 22:10 Heure de New York
Madar Sefr Daraje - Vendredis - 21:15 Heure de Los Angeles, 00:15 Heure de New York (Samedi) 
- Tekrar (répétition) - Samedis - 17:05 Heure de Los Angeles, 20:05 Heure de New York

Ma Chand Nafar - Samedis - 21:15 Heure de Los Angeles, 00:15 Heure de New York (Dimanche) 
- Tekrar (répétition) - Dimanches - 17:05 Heure de Los Angeles, 20:05 Heure de New York

Ketab Forooshie Hod Hod - Dimanches - 21:15 Heure de Los Angeles, 00:15 Heure de New York (Vendredi) 
- Tekrar (répétition) - Vendredis - 17:05 Heure de Los Angeles, 20:05 Heure de New York

Kalantar (2e Série) - Lundis - 21:15 Heure de Los Angeles, 00:15 Heure de New York (Mardi) 
- Tekrar (répétition) - Mardis - 17:05 Heure de Los Angeles, 20:05 Heure de New York

Morvaride Sorkh - Mardis - 21:15 Heure de Los Angeles, 00:15 Heure de New York (Mercredi) 
- Tekrar (répétition) - Mercredis - 17:05 Heure de Los Angeles, 20:05 Heure de New York

Labe Tariki - Mercredis - 21:15 Heure de Los Angeles, 00:15 Heure de New York (Jeudi) 
- Tekrar (répétition) - Jeudis - 17:05 Heure de Los Angeles, 20:05 Heure de New York

Shabi Az Shabha - Jeudis - 21:15 Heure de Los Angeles, 00:15 Heure de New York (Friday) 
- Tekrar(répétition) - Vendredis - 17:05 Heure de Los Angeles, 20:05 Heure de New York

Roozhaye Beyad Mandani - Dimanches - 21:15 Heure de Los Angeles, 00:15 Heure de New York (Lundi) 
- Tekrar (répétition) - Lundis - 17:05 Heure de Los Angeles, 20:05 Heure de New York

Shomareshe Makoos (Jeu télévisé) - Samedis - 23:00 Heure de Los Angeles, 2:00 Heure de New York (Dimanche) 
- Tekrar (répétition) - Lundis - 10:15 Heure de Los Angeles, 13:15 Heure de New York

## Shows directs de la soirée
Kankash - Lundis - 20:00 Heure de Los Angeles, 23:00 Heure de New York
Ertebate Nazdik - Mardis - 20:00 Heure de Los Angeles, 23:00 Heure de New York
Marze Por Gohar - Mercredis - 20:00 Heure de Los Angeles, 23:00 Heure de New York
Chesm Andaz - Jeudis - 20:00 Heure de Los Angeles, 23:00 Heure de New York
Iran Jahani Dar Yek Marz - Vendredis - 20:00 Heure de Los Angeles, 23:00 Heure de New York
Tabestane - Samedis - 20:00 Heure de Los Angeles, 23:00 NY Time
Varzesh Dar Irane Man - dimanches - 20:00 Heure de Los Angeles, 23:00 Heure de New York

## Films de dimanche
Zane Badal - 19 août - 15:30 Heure de Los Angeles, 18:30 Heure de New York
Dokhtare Shirini Fooroosh - 26 août - 15:20 Heure de Los Angeles, 18:20 Heure de New York
Pardeye Akhar - 2 septembre - 15:10 Heure de Los Angeles, 18:10 Heure de New York
Tir Baran - 9 septembre - 15:35 Heure de Los Angeles, 18:35 Heure de New York
Grand Cinema - 16 septembre - 15:15 Heure de Los Angeles, 18:35 Heure de New York
Sajade Atash - 23 septembre - 15:05 Heure de Los Angeles, 18:05 Heure de New York

## Sports
Iran Premier League (Semaine 3)
- Esteghlal Tehran v. Mes Kerman - Vendredi, 31 août - 8:30 Heure de Los Angeles, 11:30 Heure de New York

Matches du football de l'Iran 
- Des horaires des jeux non-disponibles

90 - Mardis - 23:10 Heure de Los Angeles, 2:10 Heure de New York(Mercredi) 
Koshti Varzeshe Kohan (En direct) - Mercredis - 22:55 Heure de Los Angeles, 1:55 Heure de New York (Jeudi)
- Tekrar (répétition) - Jeudis - 10:15 Heure de Los Angeles, 13:15 Heure de New York

Jahane Varzesh - Lundi au Vendredi - 16:30 Heure de Los Angeles, 19:30 Heure de New York

## Autres programmes
Khaneye Ma (En direct) - Tous les jours - 8:30 Heure de Los Angeles, 11:30 Heure de New York
- Tekrar (répétition) - Tous les jours - 14:30 Heure de Los Angeles, 17:30 NY Time

Mesle Hamishe - Lundi au Vendredi - 13:30 Heure de Los Angeles, 16:30 Heure de New York
Namayi Digar - Samedis - 16:15 Heure de Los Angeles, 19:15 Heure de New York
Irani Salam (En direct) - Jeudis - 11:45 Heure de Los Angeles, 14:45 Heure de New York